# Spatule à bec jaune
Platalea flavipes
Espèce
Statut de conservation UICN

 LC  : Préoccupation mineure
La Spatule à bec jaune  (Platalea flavipes) est une espèce d'oiseaux de la famille des Threskiornithidae.